# Mendonk
Mendonk är en ort i Belgien.   Den ligger i provinsen Östflandern och regionen Flandern, i den nordvästra delen av landet, 50 km nordväst om huvudstaden Bryssel. Mendonk ligger 5 meter över havet och antalet invånare är 243.
Terrängen runt Mendonk är mycket platt. Runt Mendonk är det tätbefolkat, med 369 invånare per kvadratkilometer.. Närmaste större samhälle är Gent, 13,0 km sydväst om Mendonk. 
Omgivningarna runt Mendonk är en mosaik av jordbruksmark och naturlig växtlighet.